# Керинчи
Планина Керинчи је највиши вулкан у Индонезији, а највиши врх на острву Суматри. Окружен је бујном шумом Керинчи Себлат који је Национални парк (у тој шуми живе угрожене врсте Себлад тигар и Себлад носорог).

## Географија
Керинчи се налази у покрајини Џамби, западном делу острва, у Барцинским планинама, у близини западне обале, око 130 км јужније од Паданга. То је најзначајнија карактеристика терена Керинчи Себлат Националног парка, са боровом шумом падинама успону 2,400-3,300 метара изнад околног слива, широк је 13 км (8 км) и а дужина му је 25 км (16 км). Издужена у правцу север-југ, а дубока је 600 м.

## Вулканска активност
Керинчи је активнији од већине Индонезије вулкана. 
У 2004, Керинчи је прорадио и испустио велике количине сумпора виду облака, а висина облака је достигла чак 1.000 метара изнад облака. 
У 2009, Керинчи је поново прорадио, а затим 2. јуна 2013. Испустио је црни дим висок 600 м.
У том подручју плантаже чајева су највиђеније, али област је слабо насељена.

## Пењање
Успон и силазак обично траје 3 дана и 2 ноћи, од подножја па све до врха.
Терен Керинчи је јако блатњав и клизав, а ако желимо да се попнемо до врха морамо проћи кроз густу џунглу. Да би се попели до врха, обавезан је водич, јер се дешава да се људи изгубе.